# مایکل انسین
مایکل اِنسین (انگلیسی: Michael Ensign؛ زادهٔ ۱۳ فوریهٔ ۱۹۴۴) بازیگر اهل ایالات متحده آمریکا است. وی از سال ۱۹۷۲ میلادی تاکنون مشغول فعالیت بوده‌است.

## فیلم‌شناسی
از فیلم‌ها یا برنامه‌های تلویزیونی که وی در آن نقش داشته است، می‌توان به دیوار پینک فلوید، غرب رؤیایی، گواهی‌نامه رانندگی، مکسی و همه من اشاره کرد.